# Levan Kenija
Levan Kenija (gruzínsky ლევან ყენია; anglickou transkripcí Levan Kenia; * 18. října 1990, Tbilisi) je gruzínský fotbalový záložník a reprezentant, který v současnosti působí v klubu FC Locomotive Tbilisi. Je platný jako ofenzivní středopolař. Mimo Gruzii působil na klubové úrovni v Německu, na Ukrajině a v ČR.

## Klubová kariéra
Levan Kenija hrál v gruzínském klubu FC Locomotive Tbilisi, odkud odešel do Německa do FC Schalke 04. Zde jej vedl trenér Felix Magath. Ve svých 14 letech strávil 2 týdny na trénincích se španělským gigantem FC Barcelona. V srpnu 2012 podepsal dvouletý kontrakt s ukrajinským klubem FK Karpaty Lvov.

### Fortuna Düsseldorf
Po roce se vrátil do Německa, tentokrát posílil druholigový tým Fortuna Düsseldorf. Podepsal zde dvouletou smlouvu. Očekávání příliš nenaplnil, odehrál jen 11 ligových startů a po sezoně 2013/14 mu byla smlouva ukončena.

### SK Slavia Praha
Koncem října 2014 tak mohl jako volný hráč posílit mimo oficiální přestupové období český klub SK Slavia Praha, kde se sešel se svým spoluhráčem z Fortuny Martinem Latkou. V týmu byl nejprve na testech, poté podepsal smlouvu do konce sezony 2014/15 s opcí na prodloužení. K novému angažmá dodal: „Slavia má skvělé fanoušky, což je pro mě ohromně důležité. Stejně jako to, že hraje na nejlepším a nejfotbalovějším stadionu v Čechách. Budu se snažit, abychom se v budoucnu dostali do evropských pohárů. Mým druhým cílem je návrat do gruzínské reprezentace.“ V 1. české lize debutoval pod trenérem Miroslavem Beránkem v ligovém utkání patnáctého kola 23. listopadu 2014 proti FC Hradec Králové (remíza 1:1), odehrál 64 minut. Ve Slavii pravidelně hrával, ale postupem času ztratil i vinou zranění herní vytíženost.

V roce 2017 získal se Slavií titul mistra nejvyšší české soutěže, v sezóně 2016/17 nastoupil v jediném ligovém utkání (podzimní remíza 2:2 s Fastavem Zlín).

### FC Locomotive Tbilisi
V květnu 2017 se vrátil do Gruzie do klubu FC Locomotive Tbilisi.

## Reprezentační kariéra
Hrál za gruzínské mládežnické reprezentace.
V A-mužstvu Gruzie debutoval 8. září 2007 v kvalifikačním utkání v Tbilisi proti Ukrajině (remíza 1:1).
Poprvé za gruzínské áčko skóroval 27. 5. 2008 v přátelském střetnutí v Tallinnu proti domácímu týmu Estonska (opět remíza 1:1).